# Солтілло (Міссісіпі)
Солтілло (англ. Saltillo) — місто (англ. city) в США, в окрузі Лі штату Міссісіпі. Населення — 4922 особи (2020).

## Географія
Солтілло розташоване за координатами 34°22′42″ пн. ш. 88°41′37″ зх. д. / 34.37833° пн. ш. 88.69361° зх. д. (34.378461, -88.693641).  За даними Бюро перепису населення США у 2010 році місто мало площу 21,26 км², з яких 21,20 км² — суходіл та 0,05 км² — водойми.

## Демографія
Згідно з переписом 2010 року, у місті мешкали 4752 особи в 1879 домогосподарствах у складі 1321 родини. Густота населення становила 224 особи/км².  Було 1992 помешкання (94/км²).
Расовий склад населення:
| - 89,1 % — білих - 8,5 % — чорних або афроамериканців - 0,7 % — азіатів - 0,1 % — корінних американців |

До двох чи більше рас належало 1,2 %. Частка іспаномовних становила 1,0 % від усіх жителів.
За віковим діапазоном населення розподілялося таким чином: 28,6 % — особи молодші 18 років, 60,2 % — особи у віці 18—64 років, 11,2 % — особи у віці 65 років та старші. Медіана віку мешканця становила 34,2 року. На 100 осіб жіночої статі у місті припадало 88,6 чоловіків;  на 100 жінок у віці від 18 років та старших — 84,5 чоловіків також старших 18 років.
Середній дохід на одне домашнє господарство  становив 61 327 доларів США (медіана — 56 116), а середній дохід на одну сім'ю — 78 976 доларів (медіана — 76 090). За межею бідності перебувало 13,5 % осіб, у тому числі 18,5 % дітей у віці до 18 років та 20,4 % осіб у віці 65 років та старших.
Цивільне працевлаштоване населення становило 2473 особи. Основні галузі зайнятості: освіта, охорона здоров'я та соціальна допомога — 27,2 %, виробництво — 16,7 %, роздрібна торгівля — 13,5 %.